# Selgua
Selgua es una localidad española del municipio de Monzón, perteneciente a la provincia de Huesca, en la comunidad autónoma de Aragón. En 2023 contaba con 140 habitantes.

## Toponimia
Su nombre es conjunto ibero conservado en el vascuence: SELT (majadal) KOA (del), es decir, el majadal o lugar de pastos de invernada.

## Historia
El pueblo adquirió reconocimiento al asesinar junto a Bahlul al amil de la familia de los Banu Salama, quien cometía injusticias contra el pueblo.
Fue conquistada por Sancho Ramírez en 1089 mismo año que fue tomada la población de Monzón, uniéndose así al reino de Monzón.
A mediados del siglo XIX el lugar, por entonces cabeza de ayuntamiento, tenía contabilizada una población de 367 habitantes. La localidad aparece descrita en el decimocuarto volumen del Diccionario geográfico-estadístico-histórico de España y sus posesiones de Ultramar de Pascual Madoz de la siguiente manera:

SELGUA: l. en la prov. de Huesca, part. jud. de Barbastro, aud. terr., c. g. de Zaragoza, dióc. de Lérida. Es cab. del ayunt. de su nombre á que se hallan agregados los pueblos de Monesma con la pardina de Odina, y Conchel: sit. en una estensa vega, con buena ventilacion, y clima templado y sano; las enfermedades comunes, son fiebres intermitentes. Tiene 60 casas, la consistorial, una igl. parr. (Ntra. Sra. del Romeral) servida por un cura de 2.° ascenso, de provision real y ordinaria, y un beneficiado de patronato particular; contiguo al temblo se halla el cementerio. El térm. confina con Monesma y Conchel. El terreno es de secano, de mediana calidad, y productivo en años lluviosos, pues á pesar de cruzarle el r. Cinca, no se aprovechan sus aguas para el riego, por impedirlo la cordillera que acompaña al r. en esta parte. Hay varios caminos locales. prod.: cereales; vino y aceite; cria algun ganado y caza. pobl.: 61 vec., 367 alm. riqueza imp. : 88,010 rs. contr.: 11,134 rs.
(Madoz, 1849, pp. 163-164)

## Demografía
| Gráfica de evolución demográfica de Selgua entre 1842 y 1970 |
| |
| Población de derecho según los censos de población del INE Población de hecho según los censos de población del INEEn este censo se denominaba Selgua y Monte de Gil: 1842 Entre el censo de 1857 y el anterior, crece el término del municipio porque incorpora a 225086 (Conchel) y 225165 (Monesma) Entre el censo de 1981 y el anterior, este municipio desaparece porque se integra en el municipio 22158 (Monzón) |

El municipio de Selgua desapareció en 1976, al ser incorporado al de Monzón.
En 2023 contaba con 140 habitantes.